# El País Semanal
El País Semanal es el suplemento dominical del periódico español El País.

## Historia
Después de que el periódico El País publicase su primer número el 4 de mayo de 1976, el consejo editorial propuso crear un suplemento dominical con reportajes y entrevistas que siguiera la estela de otros diarios internacionales, de forma similar al New York Times Magazine. La idea representaba también el nuevo modelo periodístico que la cabecera quiso implementar en plena transición a la democracia.
El primer número de El País Semanal se publicó el 3 de octubre de 1976 y llevaba en portada el reportaje «Abortar en Londres», escrito por Neliana Tersigni, en el que se narraba la experiencia de las mujeres que viajaban en secreto a Reino Unido para abortar porque en España era ilegal. Este trabajo sirvió para abrir un debate público sobre la legalización del aborto en España, que no fue aprobado hasta 1985. A partir de ese reportaje, El País Semanal se especializó en contenidos con temática social que habían sido tabú durante la dictadura franquista.
En su primer año de vida, El País Semanal fue un suplemento adjunto al diario y especializado en reportajes de actualidad. En abril de 1977 se llevó a cabo un rediseño para convertirlo en una revista con mayor espacio para entrevistas, reportajes atemporales y contenido social, y que alternaba páginas en blanco y negro con color. La llamada «segunda etapa» se mantuvo durante catorce años.
Con la irrupción de nuevos competidores en la prensa española, El País estrenó el 24 de febrero de 1991 un rediseño del suplemento, conocido como «tercera etapa», en el que todas las páginas iban a color y se combinaban reportajes, entrevistas y números especiales. Se produjo la irrupción de columnistas como Maruja Torres, Antonio Gala, Rosa Montero, Manuel Vicent y Almudena Grandes, y con el paso del tiempo llegaron otros autores destacados de la literatura en español como Javier Marías, Javier Cercas, Juan José Millás y Santiago Roncagliolo entre otros. La «cuarta etapa», que duró desde 1999 hasta 2006, conllevó la adopción de las siglas «EP[S]» como mancheta. 
Con la llegada del siglo XXI, el semanario ha tenido distintos formatos e introducido nuevas secciones, pero en todos los casos siempre ha mantenido El País Semanal como marca y el reportaje como género principal. El diseño actual se introdujo en 2016, coincidiendo con el 40.º aniversario, y combina el contenido publicado en papel con extras disponibles en el sitio web. En 2019 se ha recuperado la mancheta original.